# Микер, Эзра
Эзра Микер (29 декабря 1830 — 3 декабря 1928) — американский первопроходец-пионер, родившийся в штате Огайо. В молодости он эмигрировал с востока на запад США по Орегонскому пути, а впоследствии много сделал для увековечивания памяти этого маршрута. Он был основателем и первым мэром города Пуйаллап в штате Вашингтон.

## Детство
Микер родился на юго-западе штата Огайо, недалеко от города Хантсвилл. Он был четвёртым из шести детей; его семья владела маленькой фермой. В 1839 году семья переехала в штат Индиана; во время этого путешествия Эзра (которому было тогда девять лет) и его старший брат всю дорогу — 320 км — прошли пешком. Семья жила очень бедно, и Эзра, не отличавшийся к тому же желанием учиться, с молодых лет начал работать в молодости, получив должность помощника печатника и «мальчика на побегушках» в Indianapolis Journal, также выполняя иногда другие работы. В 1845 году отец Фиби, матери Эзры, купец из Цинциннати, подарил ей 1000 долларов, которых хватило на покупку семейной фермы. Эзра стал работать на этой ферме, в то время как его старший брат работал на мельнице.

## Путешествие на запад
В мае 1851 года он женился на Элизе Джейн Самнер, и они арендовали ферму в Айове. Тем не менее плохой климат и трудности с зарабатыванием на жизнь вынудили Микера, его жену и её брата отправиться в путешествие по Орегонскому пути, чтобы занять участок на свободных западных землях, где они могли бы создать собственную ферму и где климат был более умеренным. В апреле 1852 года, всего через месяц после рождения их первого сына, пара и брат жены Микера, Мэрион, отправились в путешествие длиной в 3200 км.
Часть пути они проделали вместе с большой группой людей, следовавших в Калифорнию, но другую его часть маленькая семья проделала в одиночку. Они прибыли в орегонский город Портленд 1 октября 1852 года. В целом длительность их путешествия составила шесть месяцев. По счастливому стечению обстоятельств ни с кем из них по дороге не случилось ничего плохого, они также сохранили почти всё своё имущество, потеряв лишь одну корову при пересечении реки Миссури.
В январе 1853 года Микер предъявил права на земельный участок на расстоянии в 64 км от Портленда, но через несколько месяцев переехал на север, в территорию Вашингтон.

## Король хмеля и экономический спад

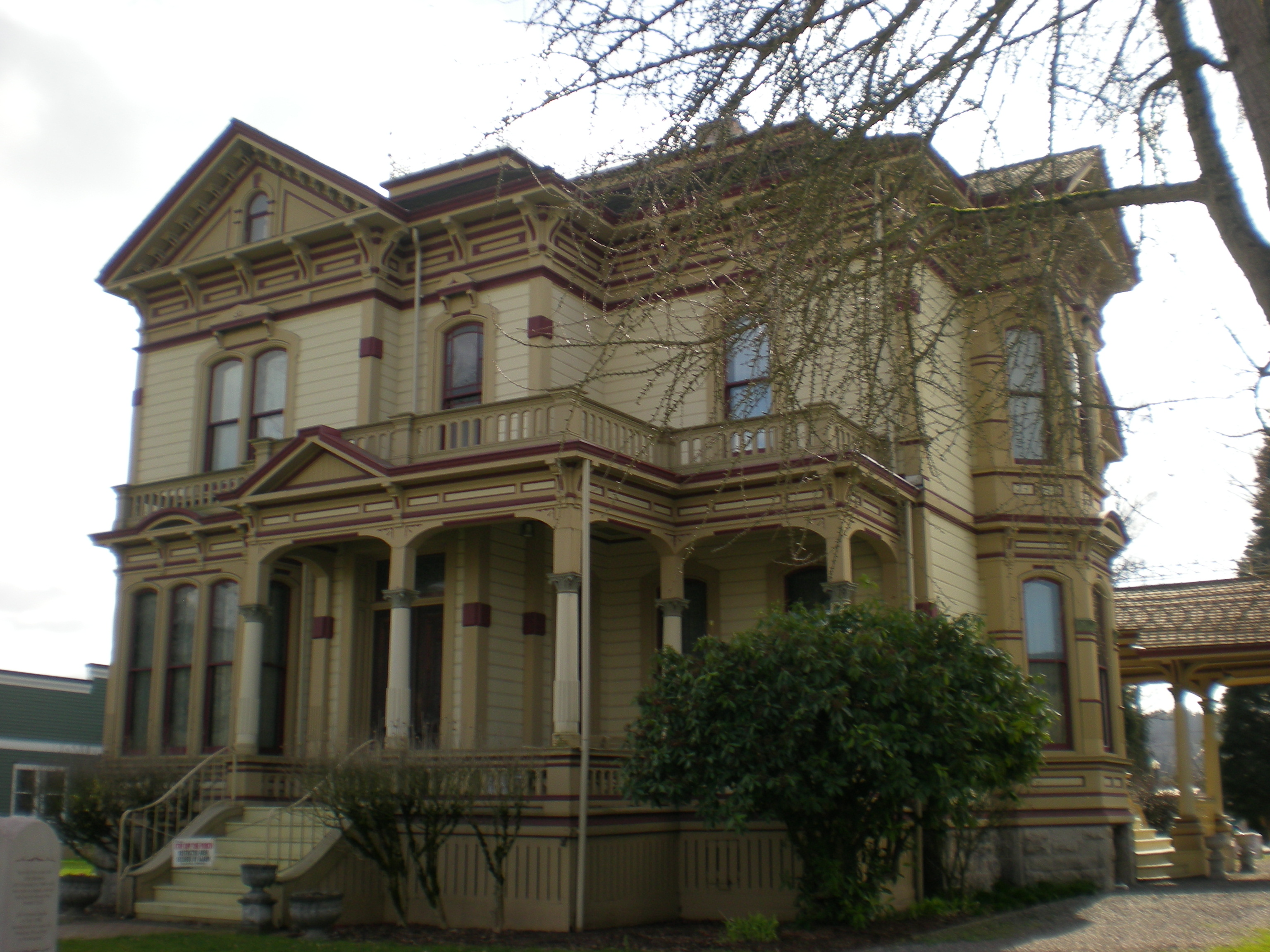
Особняк Микера.

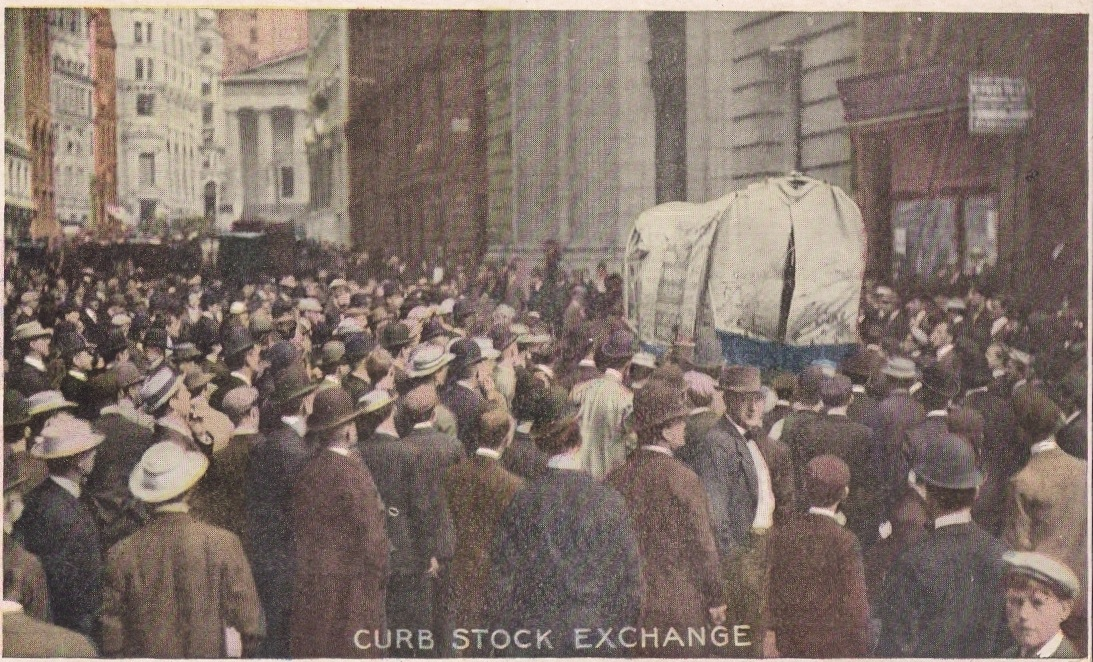
Повозка Микера на Уолл-Стрит.

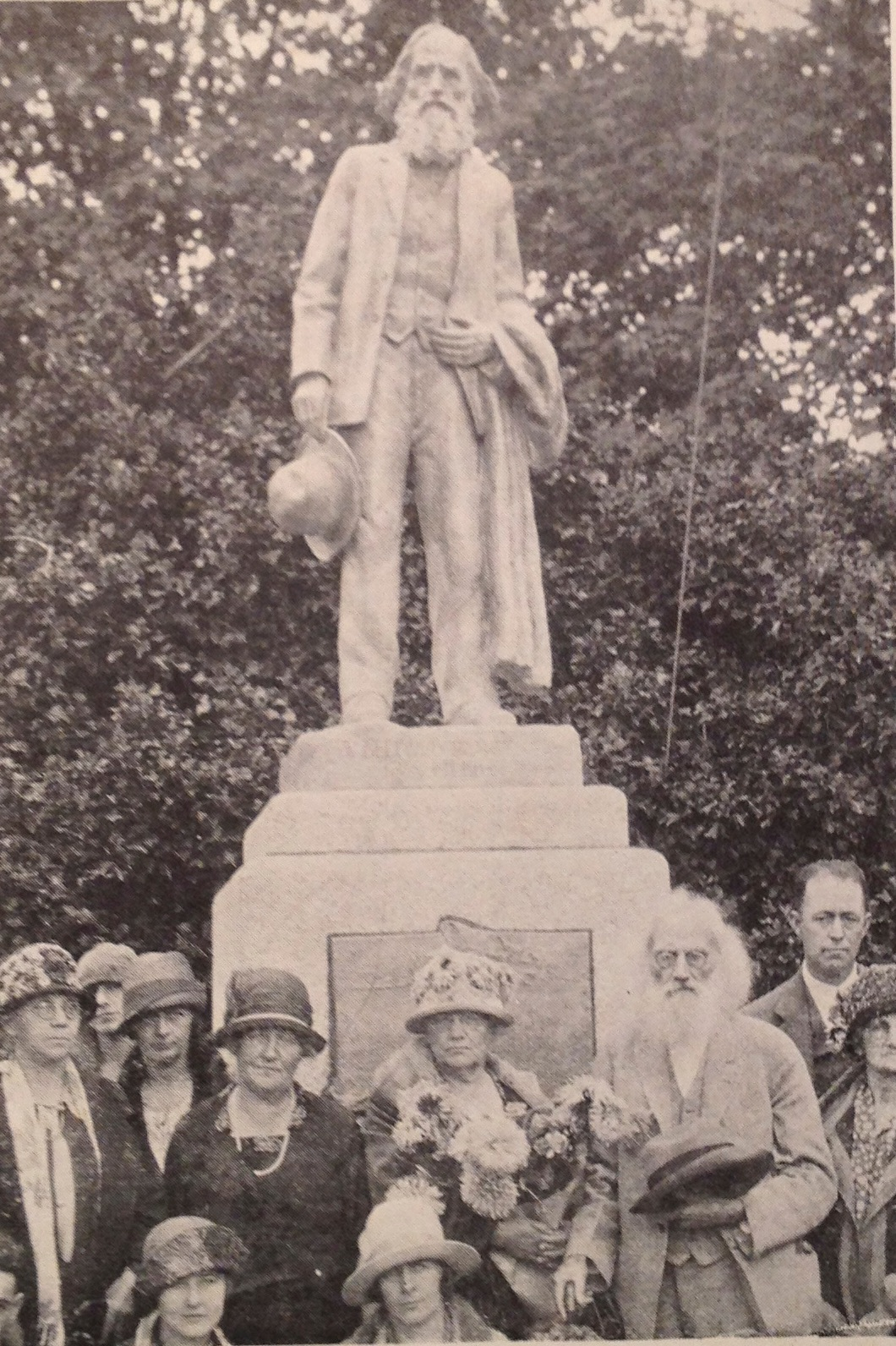
Микер на открытии памятника себе самому.

Позже остальные члены его семьи присоединились к нему (его мать и младший брат скончались по дороге), и вся семья поселилась в Вашингтоне и основала город Пуйаллап; Эзра стал его первым мэром. В 1865 году Микер начал выращивать хмель (который служил основным ингредиентом для варки пива); его предприятие оказалось коммерчески успешным, и вскоре его стали называть «хмельным королём мира».
Микер, разбогатев, начал прикладывать значительные усилия к развитию региона. Он способствовал строительству общественных зданий и парков, вкладывая в это большое количество денег, а также вёл активную пропаганду, призывая молодых людей переезжать в Орегон. В 1880 году он считался самым богатым человеком в Вашингтоне. Он построил роскошный дом, наняв итальянского художника, чтобы тот украсил его жилище фресками.
В 1891 году плантации хмеля в Вашингтоне оказались поражены болезнью и погибли, вследствие чего Микер потерял все свои деньги и был вынужден отправиться на Аляску в качестве золотоискателя. Там он вскоре нашёл ещё один вариант заработка, начав продавать сушёные овощи местным старателям. Он открыл несколько продуктовых магазинов для старателей и снова разбогател. Тем не менее в связи с многочисленными трудностями Микер в итоге передал магазины в собственность своим дочери и зятю, вернувшись в Вашингтон.

## Сохранение памяти об Орегонском пути
В 1906 году Микер решил снова совершить путешествие по Орегонскому пути, для того чтобы сохранить и увековечить память о нём для новых поколений. Он организовал путешествие на такой же повозке, на каких на запад направлялись первые переселенцы в середине XIX века; его путешествие включало в себя посещение большого количества американских городов до самого восточного побережья и поэтому растянулось с 1906 по 1908 год. Путешествие вызвало интерес по всем Соединённых Штатам, а сам Микер был принят президентом США Теодором Рузвельтом.
После завершения путешествия Микер, впоследствии повторивший его несколько раз, активно пропагандировал строительство новых дорог и получил поддержку со стороны предпринимателя и изобретателя Генри Форда. В октябре 1928 года он заболел воспалением легких, когда был в Детройте, и, понимая, что он уже не сможет оправиться от болезни, он вернулся в Сиэтл. Он умер 3 декабря 1928 года, всего за месяц до 98-летия, и был похоронен рядом с умершей ранее женой.